# Campionato sudamericano di rugby 1969
Il campionato sudamericano di rugby 1969 (in spagnolo Sudamericano de Rugby 1969; in portoghese Campeonato Sul-Americano de Rugby de 1969) fu il 6º campionato continentale del Sudamerica di rugby a 15.
Si tenne in Cile dal 4 all'11 ottobre 1969 fra tre squadre nazionali e fu vinto dall'Argentina, al suo sesto successo, assoluto e consecutivo.
Il torneo fu organizzato dalla federazione cilena che invitò Argentina, Brasile e Uruguay; come due anni prima, il Brasile declinò l'invito e il Cile chiese alla federazione argentina se fosse possibile inviare una formazione supplementare cadetta per disputare incontri a latere del torneo senza influenza sulla classifica, richiesta che Buenos Aires esaudì.
Il torneo si tenne a Santiago nella sede del Prince of Wales Country Club e a Viña del Mar presso lo stadio Sausalito.
L'Argentina vinse, ancora una volta, a punteggio pieno il suo sesto titolo in altrettante partecipazioni.
Il valore delle marcature, come stabilito dall’IRFB nel 1948, era: 3 punti per ciascuna meta (5 se trasformata), 3 punti per la realizzazione di ciascun calcio piazzato, mark o drop.

## Squadre partecipanti
- Argentina
- Cile
- Uruguay

## Risultati
| Arbitro: | Gonzalo Román |

|                                                              |      |            |
| Walther (2) Benzi (2) Martínez Pascual Silva Carbone tecnica | mt   | de Sartori |
| Poggi (2) Seaton (2)                                         | tr   |            |
| Seaton (2)                                                   | c.p. | Bacot      |

| Arbitro: | Carlos Tozzi |

|                   |      |       |
| A. Cooper (2)     | mt   | Stein |
| A. Cooper Infante | tr   |       |
| A. Cooper         | c.p. | Bacot |

| Arbitro: | Nigel Davies |

|  |    |                                                                                 |
|  | mt | Pascual (3) Rodríguez Jurado (2) Walther (2) Otaño Silva Anthony Martínez Benzi |
|  | tr | Seaton (9)                                                                      |

## Classifica
| Pos | Squadra   | G | V | N | P | PF | PS | DP  | Pt |
| --- | --------- | - | - | - | - | -- | -- | --- | -- |
| 1   | Argentina | 2 | 2 | 0 | 0 | 95 | 6  | +89 | 4  |
| 2   | Cile      | 2 | 1 | 0 | 1 | 13 | 60 | −47 | 2  |
| 3   | Uruguay   | 2 | 0 | 0 | 2 | 12 | 54 | −42 | 0  |